# Próspero Casola
Próspero Casola, ingeniero militar (1565 Reggio Emilia - 1647 Las Palmas de Gran Canaria) fue discípulo de Amodeo, Spanochi (Tiburcio Espanoqui) y Torriani. Residió en las Islas Canarias durante más de cinco décadas y levantó planos, cartas y dibujos de sus fortalezas. Estuvo presente durante los ataques del pirata Drake y de Pieter Van der Does, realizando una narración de las batallas que aquellos protagonizaron y la heroica defensa de los insulares.

## Historia
El ingeniero militar Casola, de origen italiano como eran la mayoría de los ingenieros de la monarquía hispánica durante los siglos XVI y XVII, llegó a las Islas Canarias en 1587 junto a Leonardo Torriani para hacerse cargo de las defensas insulares. Fue enviado por Felipe II para que sirviera a la Corona como ingeniero del rey, cargo en el que se mantuvo hasta el año 1647. 
Se le considera un hombre del Renacimiento, pues su personalidad combinaba las facetas del técnico, experto en tácticas y estrategias militares, con las más espirituales del escritor curioso y literario. Avezado conocedor del llamado arte de la guerra, desplegó amplios conocimientos matemáticos y una gran erudición histórica apuntalada en la ciencia de la geografía y la composición de los materiales. Incisivo y preciso desarrollaba sus trabajos de ingeniería con una maestría consumada. 
Sabía cómo aprovechar un lugar, cueva, llano o montaña, para la protección de un sitio, dónde erigir un baluarte y la mejor forma de construir una muralla; pero también conocía otros entresijos de la defensa, como el modo y el momento adecuados para emprender un ataque y sorprender al enemigo. Escritor incansable divagaba con el mismo interés sobre aspectos de la geometría de Euclides que sobre fenómenos astronómicos como el paso de un cometa, e indagaba en la historia genealógica de la casa de Habsburgo como se interesaba por la poesía de Cairasco.
En Gran Canaria se mantuvo unos años a las órdenes de Leonardo Torriani. Contrajo matrimonio en la iglesia parroquial de Telde, en Las Palmas, en 1605 con doña Isabel Imperial Zurita, hija del genovés Octaviano Imperial. Tuvo seis hijos: dos varones y cuatro mujeres, de los que solo le sobrevivieron cuatro. Está enterrado en la nave central de la iglesia de San Francisco de Las Palmas, en el lugar que se conoce con el nombre de Capilla de los genoveses